# Augustin Misago
Augustin Misago (ur. 1943 w Ruvune, zm. 12 marca 2012 w Gikongoro) – rwandyjski duchowny rzymskokatolicki, biskup Gikongoro.

## Biografia
25 lipca 1971 otrzymał święcenia prezbiteriatu.
30 marca 1992 papież Jan Paweł II mianował go biskupem powstałej tego samego dnia diecezji Gikongoro. 28 czerwca 1992 przyjął sakrę biskupią z rąk prefekta Kongregacji ds. Ewangelizacji Narodów kard. Jozefa Tomko. Współkonsekratorami byli biskup Butare Jean-Baptiste Gahamanyi oraz biskup Byumby Joseph Ruzindana.

### Uwięzienie i proces
W kwietniu 1999 prezydent Rwandy Pasteur Bizimungu publicznie oskarżył go odpowiedzialność za masakrę Tutsich z 19 kwietnia 1994, dokonaną w czasie ludobójstwa w Rwandzie. 14 kwietnia 1999 bp Misago został aresztowany i kolejny rok spędził w więzieniu, w humanitarnych warunkach. Był on najwyżej postawionym przedstawicielem Kościoła katolickiego oskarżonym w związku z ludobójstwem w Rwandzie.
W 2000 odbył się jego proces przed specjalną izbą sądu w Kigali. Oskarżono go o spiskowanie w celu zorganizowania rzezi Tutsich, uczestniczenie w niej, nieudzielenie pomocy i gwałt. Prokurator zażądał kary śmierci. Bp Misago przyznał się jedynie do spotkań z politykami Hutu, jednak nie w celu spiskowania, tylko aby rozładować sytuację.
Podczas procesu świadkowie oskarżenia zeznawali na korzyść biskupa, a na sali rozpraw pojawiła się osoba, która według aktu oskarżenia miała zostać zabita przez biskupa. Kobiecie, która zeznawała, że została zgwałcona przez biskupa, udowodniono kłamstwo (nie potrafiła odpowiedzieć jakie charakterystyczne znamię posiada bp Misago na swoim ciele). 15 czerwca 2000 sąd uniewinnił biskupa ze wszystkich zarzutów i nakazał jego natychmiastowe uwolnienie. Śledzące proces zachodnie ambasady uznały go za bardzo uczciwy.
Po uniewinnieniu, bp Misago wyjechał na kilka miesięcy do Europy, celem rekonwalescencji. Mimo gróźb wygłaszanych przez prezydenta Bizimungu i innych głosów odradzających powrót do Rwandy, bp Misago zdecydował się powrócić do swojej diecezji, aby m.in. pozostaniem na emigracji nie uprawdopodobnić pojawiających się twierdzeń, że jego wypuszczenie było efektem porozumienia rządu rwandyjskiego ze Stolicą Apostolską.
Za prawdziwy powód oskarżenia bpa Misago i chęci jego dyskredytacji, uważana jest wiedza biskupa o kulisach odwetowej rzezi na Hutu w obozie dla uchodźców w Kibeho (przy znanym sanktuarium w diecezji Gikongoro) i odpowiedzialności za nią ówczesnego faktycznego przywódcy kraju, ministra obrony i wiceprezydenta Paula Kagame. Rwandyjska armia, na czele której stał wówczas Kagame, wiosną 1995 zabiła w Kibeho przynajmniej 4 tysiące osób, w tym sprawców ludobójstwa, ale także kobiety i dzieci.

### Objawienia Matki Bożej w Kibeho
W parafii Maryi Matki Bożej w Kibeho, która w 1992 weszła w skład diecezji Gikongoro, w latach 80. XX w. doszło do objawień maryjnych. Bp Misago, jako biskup miejsca, przeprowadził szeroko zakrojone badania na ich temat. 29 czerwca 2001 potwierdził ich autentyczność. Decyzja ta została zatwierdzona przez Stolicę Apostolską 29 czerwca 2003.

### Śmierć
Bp Misago zmarł nagle, w swoim biurze, 12 marca 2012. Jako oficjalną przyczynę śmierci podano zawał mięśnia sercowego. Opozycja wobec prezydenta Paula Kagame twierdzi jednak, że zgon nie nastąpił z przyczyn naturalnych. Na potwierdzenie swoich przypuszczeń opozycjoniści podają przykłady morderstw niewygodnych dla reżimu Kagame duchownych i pracowników organizacji pozarządowych, którzy posiadali wiedzę o przebiegu masakr z lat 90..